# Provinciale weg 743
De provinciale weg 743 (N743) is een provinciale weg in de provincie Overijssel. De weg loopt van Almelo naar Hengelo. Onderweg verloopt de N743 door de bebouwde kom van Borne en Zenderen.
De weg is grotendeels uitgevoerd als enkelbaansweg. Het gedeelte tussen Borne en Hengelo heeft gescheiden rijbanen met elk twee rijstroken. Buiten de bebouwde kom geldt een snelheidslimiet van 80 km/h, binnen de bebouwde kom van Borne en Zenderen 50 km/h en binnen de bebouwde kom van Almelo 70 km/h.

## Geschiedenis
Op topografische kaarten uit 1850 staat de weg al op het huidige tracé ingetekend en is hij ook al verhard. Hij was tot 1979 de belangrijkste verbinding tussen Almelo en Hengelo. Toen werd de functie overgenomen door de A35 die op 18 december 1979 geopend werd tussen knooppunt Azelo en Delden.
In het eerste Rijkswegenplan in 1927 werd de weg onderdeel van rijksweg 35 van Zwolle via Enschede naar de grens. Van wegnummering was er in eerste instantie nog geen sprake, dit kwam pas in de jaren 30 op gang toen de ANWB de Lettering van hoofdverkeersroutes invoerde. Rijksweg 35 kreeg de letter P. Dit hield stand tot 1957 toen de nieuwe Wegnummering 1957, aansluitend op de nieuw ingevoerde Europese wegnummering, ingevoerd werd. De weg kreeg toen het nummer N92. Deze liep vanaf De Punt via Emmen, Hardenberg en Almelo naar Enschede. 
In 1939 werd begonnen met de aanleg van de rondweg om Borne. Vanwege het uitbreken van de Tweede Wereldoorlog is de aanleg stilgelegd en werd de weg om Borne pas op 27 augustus 1947 geopend. In eerste instantie had de rondweg geen verkeerslichten bij de kruisingen, maar deze werden eind jaren 60 aangelegd nadat er bij de kruisingen veel ongelukken gebeurden.
In 1986 kreeg de weg tussen Hengelo en Borne een aansluiting op de A1 en werd het wegvak tussen Borne en de aansluiting met de A1 verbreed naar 2×2 rijstroken. Tot 1993 was de weg in eigendom van het Rijk, en administratief genummerd als Rijksweg 835. 
In 1993 is de weg overgedragen aan de provincie Overijssel, die de weg nummerde als N743. 
In de jaren 90 zijn twee van de drie kruisingen bij Borne vervangen door rotondes en zijn er tussen Borne en Hengelo twee kruisingen met verkeerslichten aangelegd.
Sinds 2006 is een deel van de rondweg om Borne, met het oog op de ontwikkeling van de nieuwe Bornse wijk Bornsche Maten, bij de bebouwde kom aangetrokken en is de maximumsnelheid teruggebracht naar 50 km/h.
Heden ten dage is het verleden als Rijksweg 835 nog te zien aan de hoge waarden op de kilometrage, die aansluiten op de waarden die tussen Zwolle en Wierden op de N35 worden gebruikt.

## Toekomst
De gemeente Borne en de provincie hebben plannen om de weg op te knippen bij Borne. De weg zal dan tussen de Grotestraat en Weerselosestraat afgesloten worden. Voorwaarde hiervoor is wel dat er een alternatief aangelegd zal worden aan de westkant van Borne. 
N23 · N34 · N224 · N225 · N229 · N233 · N271 · N301 · N302 · N303 · N304 · N305 · N306 · N307 · N308 · N309 · N310 · N311 · N312 · N313 · N314 · N315 · N316 · N317 · N318 · N319 · N320 · N322 · N323 · N324 · N325/A325 · N326/A326 · N327 · N329 · N330 · N331 · N332 · N333 · N334 · N335 · N336 · N337 · N338 · N339 · N340 · N341 · N342 · N343 · N344 · N345 · N346 · N347 · N348/A348 · N349 · N350 · N351 · N352 · N375 · N377

N418 · N701 · N702 · N703 · N704 · N705 · N706 · N707 · N708 · N709 · N710 · N711 · N712 · N713 · N714 · N715 · N716 · N717 · N718 · N719 · N720 · N727 · N731 · N732 · N733 · N734 · N735 · N736 · N737 · N738 · N739 · N740 · N741 · N742 · N743 · N744 · N745 · N746 · N747 · N748 · N749 · N750 · N751 · N752 · N753 · N754 · N755 · N756 · N757 · N758 · N759 · N760 · N761 · N762 · N763 · N764 · N765 · N766 · N768 · N781 · N782 · N783 · N784 · N785 · N786 · N787 · N788 · N789 · N790 · N791 · N792 · N793 · N794 · N795 · N796 · N797 · N798 · N800 · N801 · N802 · N803 · N804 · N805 · N806 · N810 · N811 · N812 · N813 · N814 · N815 · N816 · N817 · N818 · N819 · N820 · N821 · N822 · N823 · N824 · N825 · N826 · N827 · N830 · N831 · N832 · N833 · N834 · N835 · N836 · N837 · N838 · N839 · N840 · N841 · N842 · N843 · N844 · N845 · N846 · N847 · N848 · N852 · N855

Cursief vermelde wegen zijn voormalige provinciale wegen.